# NGC 1583
NGC 1583 ist eine Linsenförmige Galaxie vom Hubble-Typ S0 im Sternbild Eridanus am Südsternhimmel. Sie ist schätzungsweise 386 Millionen Lichtjahre von der Milchstraße entfernt und hat einen Durchmesser von etwa 80.000 Lichtjahren. Möglich ist eine gravitative Bindung mit NGC 1584.
Das Objekt wurde am 17. Oktober 1885 von Francis Leavenworth entdeckt.